# يورغ أوغست شفاينفورت
يورغ أوغست شفاينفورت (بالألمانية: Georg Schweinfurth)‏ (29 ديسمبر 1836 - 19 سبتمبر 1925) هو رحالة وعالم أعراق ألماني، تخصص في الدراسات الأفريقية.
استكشف وادي النيل ومجراه في السودان وإثيوبيا وأفريقيا الشرقية والاستوائية وبلاد العرب (1863 - 1888) ثم انصرف إلى دراسة جيولوجية مصر ونباتاتها وهو أول رئيس للجمعية الجغرافية الخديوية بالقاهرة سنة 1875، ومدير المتحف المصري (1880 - 1889).
أشهر كتبه «قلب إفريقيا» عام 1873 م .

## روابط خارجية
- يورغ أوغست شفاينفورت على موقع الموسوعة البريطانية (الإنجليزية)